# Desaguadero (distrito)
Desaguadero é um distrito do Peru, departamento de Puno, localizada na província de Chucuito.

## Transporte
O distrito de Desaguadero é servido pela seguinte rodovia:
- PE-3S, que liga o distrito de La Oroya à Ponte Desaguadero (Fronteira Bolívia-Peru) - e a rodovia boliviana Ruta 1 - no distrito
- PE-36A, que liga o distrito de Moquegua (Região de Moquegua) à Ponte Desaguadero (Fronteira Bolívia-Peru) - e a rodovia boliviana Ruta 1 - no distrito
- PE-36C, que liga as duas rodovias do distrito [1][2][3]